# Ahmad Ahmad
Ahmad Ahmad (Mahajanga, 30 de diciembre de 1959) es un dirigente del fútbol malgache, fue jugador de Madagascar y actualmente es el presidente de la Confederación Africana de Fútbol (CAF).
Se convirtió en político después de ser jugador de fútbol y entrenador en su juventud. Desde febrero de 2003 se desempeña como presidente de la Federación Malgache de Fútbol y actualmente se encuentra en su tercer período en el cargo.
En marzo de 2017, fue elegido presidente de la Confederación Africana de Fútbol, obteniendo 34 votos frente 20 el expresidente de la confederación Issa Hayatou. Se convirtió así en el 7 ° presidente del organismo. Antes de eso, era un miembro del Comité Ejecutivo de la CAF.
Fue destituido del cargo el 23 de noviembre de 2020, al ser sancionado por la FIFA con una multa de 200.000 francos suizos y la imposibilidad de poder dedicarse al futbol hasta 2025 por diversos actos de corrupción.

## Biografía

### Carrera política
En política, fue Secretario de Estado de Deportes y luego Ministro de Pesca de Madagascar. Actualmente, como senador, por el que fue nombrado en enero de 2016 por el presidente de la República, Hery Rajaonarimampianina, es vicepresidente del Senado.

### Fútbol
Originalmente fue un entrenador de fútbol. Desde 2003, fue presidente de la Federación Malgache de Fútbol. El 16 de marzo de 2017, fue elegido presidente de la Confederación Africana de Fútbol al ganar contra Issa Hayatou, quien había estado en el cargo desde 1988, con 34 votos contra 20.
El 6 de junio de 2019, la FIFA confirmó que las autoridades francesas habían detenido a Ahmad para interrogarlo por la oficina central de Francia para combatir la corrupción, los delitos financieros y los delitos fiscales (OCLCIFF). Más tarde fue puesto en libertad sin cargos.